# 王店镇 (嘉兴市)
王店镇是中华人民共和国浙江省嘉兴市秀洲区下辖的一个镇，面积116平方公里，人口6.6万人。王店镇地处杭嘉湖平原，是嘉兴市南部新兴的交通枢纽，沪昆铁路、沪杭甬高速公路和苏嘉乍高速公路交汇于此，距离上海、杭州和苏州的距离分别为100公里、90公里和80公里。主要工业部门为小家电业。
王店镇镇内的清代文学家朱彝尊故居曝书亭被列为浙江省文物保护单位。

## 行政区划
王店镇下辖以下村级行政区划单位：
塘桥社区、解放社区、四喜社区、梅溪社区、蚂桥社区、常睦桥社区、凤珍村、假山村、庄安村、宝华村、镇中村、南梅村、建林村、庆丰村、建农村、镇西村、太平桥村、红联村、蚂桥村、四联村、国庆村、八联村、三建村、花鸟港村、建南村、南星桥村、先锋村、清泰桥村和建设村。